# Чураево (Миякинский район)
Чураево (баш. Сурай) — деревня в Миякинском районе Республики Башкортостан Российской Федерации. Входит в состав Менеузтамакского сельсовета.
8 мая в деревни Чураево открыли памятник Великая Отечественная война 

## География

### Географическое положение
Находится на правом берегу реки Дёмы.
Расстояние до:
- районного центра (Киргиз-Мияки): 20 км,
- центра сельсовета (Менеузтамак): 4 км,
- ближайшей ж/д станции (Аксёново): 40 км.

## Население
| 2002 | 2009 | 2010 |
| ---- | ---- | ---- |
| 177  | ↘164 | ↘130 |

Национальный состав
Согласно переписи 2002 года, преобладающая национальность — башкиры (95 %).